# Wiedemannia chvalai
Wiedemannia chvalai är en tvåvingeart som beskrevs av Joost 1981. Wiedemannia chvalai ingår i släktet Wiedemannia och familjen dansflugor. Inga underarter finns listade i Catalogue of Life.